# ولادیمیر ریژکین
ولادیمیر ریژکین (روسی: Владимир Алексеевич Рыжкин؛ ۲۹ دسامبر ۱۹۳۰ – ۱۹ مهٔ ۲۰۱۱) بازیکن فوتبال اهل اتحاد جماهیر سوسیالیستی شوروی بود.
از باشگاه‌هایی که در آن بازی کرده‌است می‌توان به باشگاه فوتبال زسکا مسکو و باشگاه فوتبال دینامو مسکو کرد.
وی به‌همراه تیم ملی فوتبال شوروی به مقام قهرمانی فوتبال در بازی‌های المپیک تابستانی ۱۹۵۶ دست پیدا کرده‌است.